# Aubiat
Aubiat település Franciaországban, Puy-de-Dôme megyében. Lakosainak száma 1018 fő (2022. január 1.). Aubiat Sardon, Aigueperse, Artonne, Bussières-et-Pruns, Le Cheix-sur-Morge, Chambaron-sur-Morge és Thuret községekkel határos.

## Népesség
A település népességének változása:
| Lakosok száma | 937  | 900  | 894  | 890  | 903  | 924  | 955  | 987  | 1018 |
|               | 2013 | 2015 | 2016 | 2017 | 2018 | 2019 | 2020 | 2021 | 2022 |